# Computer Entertainment Rating Organization
Computer Entertainment Rating Organization (яп. 特定非営利活動法人コンピュータエンターテインメントレーティング機構 Токутэи Хиэири Кацудо: Хо:дзин Конпю:та Энта:тэинмэнто Рэ:тингу Кико:) (CERO) — японская некоммерческая организация, занимающаяся присуждением рейтингов компьютерным играм и программному обеспечению для их последующей продажи на территории Японии. Рейтинг, в частности, указывает потребителю на возрастную группу, категорию людей, которые могут использовать данный продукт. Работает с июля 2002 года как ответвление Computer Entertainment Supplier's Association.

## Рейтинги
Последнее обновление системы рейтингов организация провела в марте 2006 года, соответствующая буква помещается прямо на обложку. Продажа игр категории Z контролируется государством.
- A — продукт подходит для всех возрастов. Наиболее известные представители: Pokemon, Dance Dance Revolution series, Disgaea, Armored Core, Ace Combat, Sonic Unleashed,  Super Smash Bros. Brawl, Dragon Ball: Raging Blast, Need for Speed: Shift, Super Mario Galaxy 2,  Sonic the Hedgehog (игра, 2006),  Naruto: Ultimate Ninja, Split Second: Velocity, Final Fantasy IX.
- B — продукт пригоден для людей от 12 лет и старше. Наиболее известные представители: Sengoku Basara series, Tekken, Burnout, Trauma Center, Street Fighter IV, Halo Wars, Tales of Vesperia, Valkyria Chronicles, Shin Megami Tensei: Persona 4,  The Legend of Zelda: Twilight Princess, Alan Wake, Metroid: Other M, Parasite Eve.
- C — продукт пригоден для людей от 15 лет и старше. Наиболее известные представители: Devil May Cry, WWE SmackDown vs. Raw, Lost Planet, Perfect Dark Zero, Soulcalibur IV, Dissidia: Final Fantasy, Midnight Club: Los Angeles, Silent Hill: Shattered Memories, Tekken, Metal Gear Solid: Peace Walker, Front Mission Evolved.
- D — продукт пригоден для людей от 17 лет и старше. Наиболее известные представители: Yakuza, Ninja Gaiden, Bully, Resistance 2, Bayonetta, Resident Evil: The Darkside Chronicles, Dante's Inferno, Nier, Dead to Rights: Retribution,  Halo: Reach, Vanquish, Metal Gear Solid V: The Phantom Pain.
- Z — продукт пригоден для людей от 18 лет и старше. Наиболее известные представители: Grand Theft Auto, Assassin's Creed, Gears of War, InFamous, Left 4 Dead 2, NieR: Automata, MadWorld, God of War III, Dead Rising 2, Fallout: New Vegas, Call of Duty.